# Herois
|  | Per a altres significats, vegeu «Heroi». |

|  | Per a altres significats, vegeu «Heroes (desambiguació)». |

|  | Per a altres significats, vegeu «Herois (pel·lícula)». |

Herois (Heroes en anglès) és una sèrie de ciència-ficció creada per Tim Kring que es va emetre a la cadena NBC dels EUA. Als Països Catalans s'emet a Canal 9 i al canal de pagament Syfy doblada a l'espanyol i a TV3 (des del dia 2 de maig de 2007) i a IB3 en català. Segueix la història de diversos individus normals que, de sobte, descobreixen que tenen habilitats especials (superpoders) com ara telepatia, vol i capacitat per a canviar el continu espai temps. Hauran d'aprendre a conviure amb els seus poders, a conèixer-los i a dominar-los. Aquests individus no només salvaran al món, sinó que el canviaran per a sempre.

## Argument

### Primera temporada
La sèrie té un estil d'escriptura similar als còmics nord-americans, en els quals diversos arcs argumentals breus d'uns pocs episodis van conformant una trama major. Els primers quatre episodis van ser denominats com «gent ordinària descobrint habilitats extraordinàries». Un fet esdevingut al final del quart capítol va donar inici al següent arc «Salva l'animadora, salva el món» (Save the cheerleader, save the world), amb una clara referència al personatge de Claire Bennet, animadora esportiva d'una escola secundària de Texas, amb habilitats de regeneració ràpida, i la visió apocalíptica de Nova York pintada per altre personatge, l'artista Isaac Mendez.
A mesura que descobreixen lentament les seves habilitats i l'existència d'uns altres com ells, els seus camins es van creuant i comencen a adonar-se que es necessiten per a prevenir la catàstrofe. La premissa és que els personatges tenen un rol important a salvar a la humanitat.
Tot comença quan Peter Petrelli té visions i somnis en els quals vola. Tot això està relacionat amb el seu germà Nathan Petrelli. En preguntar-li Peter sobre què volen dir aquests somnis, li fa sentir que tot és fantasia i que ell té coses més importants per les quals preocupar-se. La seva preocupació principal són les pròximes eleccions per a congressista. En un capítol que mostra el futur després de l'explosió es veu com en Peter té moltíssimes habilitats, i tot i que es pot regenerar té una gran cicatriu a la cara.
Peter és un infermer i cuida el pare de Simone Deveaux, una noia encarregada d'una Galeria d'Art que, durant els primers capítols, és la nòvia d'Isaac Mendez. Aquest veu que només pot pintar el futur sota els efectes de les drogues (cosa que després es demostrarà innecessària) i, a l'inici, Simone pensa que, per estar drogat, Isaac només associa els successos amb les seves pintures però aviat canviarà de parer. Durant la primera temporada, la trama central de la sèrie es va centrant a poc a poc a evitar el que sembla un atac nuclear en el cor de la ciutat de Nova York, tal com reflecteix una de les pintures d'Isaac Mendez.

## Actors principals
- Peter Petrelli (Milo Ventimiglia): Un infermer de 26 anys que absorbeix els poders dels altres quan està prop d'ells.
- Nathan Petrelli (Adrian Pasdar): Un líder polític que pot volar, és molt ambiciós.
- Isaac Mendez (Santiago Cabrera): Un drogoaddicte que té l'habilitat de pintar imatges del futur.
- Niki Sanders (Ali Larter): Una showgirl de 33 anys de Las Vegas, que té una doble personalitat (Jessica, la seva germana difunta) la qual és agressiva, letal i té super força.
- Hiro Nakamura (Masi Oka): Un oficinista japonès de 24 anys amant dels còmics que, literalment, fa que el temps es detingui, pot teleportar-se i viatjar per la continuïtat espai/temps.
- Ando Masahashi (James Kyson Lee):És el company fidel de Hiro.
- D.L. Hawkins (Leonard Roberts): Un pres que pot travessar la matèria
- Matt Parkman (Greg Grunberg): Un policia suspès que escolta els pensaments dels altres.
- Claire Bennet (Hayden Panettiere): Una animadora de 17 anys que és capaç de regenerar-se casi al moment.
- Micah Sanders (Noah Gray-Cabey): Un nen molt intel·ligent segons la seva mare que pot manipular el funcionament de sistemes electrònics amb la ment.
- Mohinder Suresh (Sendhil Ramamurthy): Un genetista indi que s'encarrega de localitzar a tots els Herois.
- Simone Deveaux (Tawny Cypress): Una comerciant d'art que entén que hi ha persones amb estranyes habilitats i els ajuda.
- Noah Bennet (Jack Coleman): També conegut com a HRG (Horn Rimmed Glases, ulleres de pasta) o simplement Sr. Bennet, és un venedor de paper que forma part d'una organització la qual rastreja a les persones amb habilitats, sense saber amb unes intencions desconegudes per ara.
- Sandra Bennet (Ashley Crow):La dona de Noah, cada vegada que veu alguna cosa relacionada amb el treball del seu marit ell li borra la memòria a través de l'Haitià, a causa d'això s'acaba posant molt malalta.
- Gabriel Gray o "Sylar" (Zachary Quinto): Un rellotger que, inicialment, és visitat per Chandra Suresh, creient que té una habilitat, i des de llavors s'ha dedicat a assassinar als humans "especials" per a robar les habilitats d'uns altres, l'habilitat d'aquest personatge és "saber com funcionen les coses". El sobrenom de "Sylar" prové d'una marca fictícia del rellotge que està arreglant en el moment en què Chandra Suresh li pregunta el nom.

Amb el temps aniran descobrint la veritat sobre els seus poders, el seu significat i d'on venen. Finalment els seus superpoders els uneixen quan intenten acabar amb els adversaris de la sèrie, que intenten aprofitar-se de l'ADN per a benefici propi.
La sèrie compta amb Greg Grunberg (Alias), Leonard Roberts (Buffy the Vampire Slayer), Milo Ventimiglia (Gilmore Girls), i Hayden Panettiere (Ally McBeal, Guiding Light). Tim Kring (Crossing Jordan, Chicago Hope) és el creador de la sèrie. El pilot ha estat dirigit per Dave Semel (American Dreams, Buffy the Vampire Slayer, Beverly Hills 90210).

## Actors secundaris
- Matthew John Armstrong com a Ted Sprague
- Erick Avari com a Chandra Suresh
- Link Baker com a guarda amb el nas trencat
- Randall Bentley com a Lyle Bennet
- Nicole Bilderback com a Sra. Sakamoto
- Eugene Byrd com a director de campanya
- Kevin Chamberlin com a Aron Malsky
- Sally Champlin com a cambrera
- Josh Clark com a xèrif
- Thomas Dekker com a Zach
- Clea DuVall com a Audrey Hanson
- Christopher Eccleston com a Claude
- Justin Evans com a Simon Petrelli
- Bill Fagerbakke com a Gustafson
- Colby French com a Hank
- Ashlee Gillespie com a Lori Trammel
- Jessalyn Gilsig com a Meredith Gordon
- Stacy Haiduk com a agent de l'FBI
- Sakina Jaffrey com a Sra. Suresh
- Jimmy Jean-Louis com a "L'haitià"
- Dutch Johnson com a guarda d'en Linderman
- Stana Katic com a Hana Gitelman
- Shishir Kurup com a Nirand
- Elizabeth Lackey com a Janice Parkman
- Matt Lanter com a Brody Mitchum
- Garrett Masuda com a jove asiàtic
- Michael Maury com a Diputat Lloyd
- Jayma Mays com a Charlie Andrews
- Malcolm McDowell com a Linderman
- Geno Monteiro com a Petrelli Aide
- Ben Murray com a Rufus
- Mark Nearing com a policia de Nevada
- Paula Newsome com a Dr. Witherson
- Missy Peregrym com a Candice Wilmer
- Rick Peters com a Tom McHenry
- Missi Pyle com a Hope
- Deirdre Quinn com a Tina
- Javin Reid com a Sanjog Iyer
- Eric Roberts com a Thompson
- Cristine Rose com a Angela Petrelli
- Richard Roundtree com a Charles Deveaux
- Danielle Savre com a Jackie Wilcox
- Ryan Smith com a Diputat
- Rena Sofer com a Heidi Petrelli
- Mark Allan Stewart com a jugador
- George Takei com a Kaito Nakamura
- Brian Tarantina com a Weasel
- Adair Tishler com a Molly Walker
- Karri Turner com a Lisa
- Karl T. Wright com a Director Marks
- Jackson Wurth com a Monty Petrelli
- Nora Zehetner com a Eden McCain
- Deanne Bray com a Emma Coolidge

## Elements recurrents
Tres elements apareixen repetidament al llarg dels capítols: l'hèlix, la cicatriu, i l'eclipsi. La marca sembla feta per alguna persona, però les circumstàncies que envolten al símbol -significat i manifestacions- són un misteri que es revelen lentament.

### L'hèlix
L'hèlix és un símbol que apareix freqüentment al llarg dels capítols. En l'episodi 12 ("Godsend") el símbol apareix en la funda de la katana i l'Ando Masahashi s'adona que sembla una combinació de dos caràcters Kanji: 才 (Sai) que significa "Gran talent" i 与 (Yo) que significa "Beneït". Durant una entrevista en el Wizard World a Los Angeles, el guionista i co-productor Aron Coleite va dir que el seu significat literal era "Gran habilitat donada per Déu". No obstant això, aquest símbol en una primera aproximació s'assembla més a una de les hèlixs de l'estructura de l'ADN, que a la combinació dels dos caràcters Kanji: 才 (Sai) i 与 (Jo). En la saga de còmic "Es necessita tot un poble" (centrat en l'haitià) s'explica que és la serp alada que es va menjar a la grulla, un vell proverbi de la seva religió.
L'escriptor i co-productor executiu Michael Green va dir que el que els guionistes coneixen com "hèlix" apareix en: 
- Objecte decoratiu en la casa dels Bennet.
- En el collaret de l'Haitià.
- Formada per diversos objectes que suren en una piscina en l'escena del crim d'un dels assassinats de Sylar en «Don't Look Back» (No miris enrere).
- En el dibuix de monigots que fa Peter Petrelli en "Don't Look Back».
- En diversos quadres d'Isaac Mendez.
- En un pòstit (amb un signe d'interrogació) en el mapa de l'apartament de Mohinder Suresh
- Escrit en un llibre de geometria de Claire Bennet.
- Escrit en un quadre de l'apartament d'en Sylar.
- La forma d'una branca en l'aquari del llangardaix de Chandra Suresh.
- En l'esquena de Jessica quan la personalitat de Niki està reprimida.
- En l'empunyadura de la katana que va pertànyer al samurai del segle xvi Takezo Kensei, possiblement la manifestació més antiga del símbol. Hiro Nakamura duu aquesta katana.
- Impresa en la portada del llibre de Chandra Suresh, "Activating Evolution"
- Impresa en el cantó superior dret del nº14 del còmic "9th Wonders", creats per Isaac Mendez.
- El quadre de Niki com a «Jessica», pintat per Isaac. El símbol estava ocult sota una capa de pintura extra. (Més tard, Jessica amaga el símbol (que sembla un tatuatge) sota una capa de base de maquillatge).
- Dibuixat en una parada d'autobús a Greyhound, vista just abans que D.L. dongui l'abast a en a Micah en el capítol «Homecoming».
- Formada per fragments de cristall trencat en el terra del vestíbul quan en Sylar ataca a la senyora Bennet.
- En una porta del magatzem en «Primatech Paper», en el capítol «Company Man».
- En la maqueta de «Primatech Paper» durant un flashback, també en "Company Man".
- En el capítol «One Giant Leap», quan Mohinder i Eden descobrixen que en Sylar tenia un mapa igual al del pare de Mohinder, el símbol està dibuixat en la fotografia de l'home de Brasil, la dona d'Alaska / Canadà, la dona d'Indonèsia, la dona de Greenland, i el retall de diari sobre en Nathan Petrelli.
- En un plat de pasta que està menjant-se una de les víctimes del carterista Claude.
- En la col·locació de pedres de la taula de l'encarregat del museu en els arxius de Linderman
- Formada per diverses canonades sota el cotxe on Hiro i Camino s'amaguen en el capítol «The Fix».
- En l'ordinador del pare de Mohinder, quan aquest ho usa, hi ha caràcters més ressaltats, que si es veu des de lluny, mostra clarament l'hèlix
- És el logotip de la compañia "Jittetsu Arms", la qual arregla l'espasa d'en Hiro

### La cicatriu
La cicatriu consisteix en dues línies negres paral·leles al voltant del coll de diversos personatges amb poders. D'acord amb «Wireless, Part 4» i «How Do You Stop an Exploding Man, Part 1» la cicatriu és la seqüela que deixa la injecció amb l'agulla pneumàtica de dues puntes que, com es revela en una biografia de Hana Gitelman en «Heroes 360 experience», injecta un radioisótopo que permet rastrejar als injectats. Tots els personatges injectats s'han trobat amb el Sr. Bennet i/o l'Haitià.
La marca s'ha vist en els següents personatges: 
- Matt Parkman
- Ted Sprague
- Hana Gitelman
- Claude
- Isaac Mendez
- Jessica/Niki

### L'eclipsi
A més de ser el logotip de la sèrie, l'eclipsi solar és una imatge recurrent de la sèrie. De fet, l'"eclipsi" en l'obra no és un eclipsi normal, perquè la Terra cobreix al Sol, no la Lluna. Apareix en: 
- Un quadre d'Isaac Mendez
- Un "Esdeveniment mundial" en el capítol «Genesis»
- Un esdeveniment futur, que es referencia en un periòdic
- Un quadre en l'apartament de Mohinder Suresh
- El reflex d'una llum en la sala d'espera d'un hospital, en el capítol «Six Months Ago» prompte trama de tots els capítols
- En l'últim capítol, quan Hiro viatja al passat, es mostren imatges de la 2º temporada i hi ha un Eclipsi Solar (que és amb el que acaba el capítol).
- En els pòsters de la sèrie.

## Capítols
La sèrie Herois està dividida en cinc volums que es van emetre en quatre temporades. El primer volum va coincidir amb la primera temporada i es va titular "Gènesi" (Genesis). El segon portava per títol "Generacions" (Generations), però per problemes d'una llarga vaga de guionistes, no es va poder completar de forma adequada i es va escurçar. La tercera temporada estava dividida en dos volums, el tercer volum es titulava "Bandits" (Villains) i el quart "Fugitius" (Fugitives). La quarta i darrera temporada va coincidir amb el cinquè volum, anomenat "Redempció" (Redemption).
Paral·lelament a l'emissió de la sèrie per la televisió, entre la segona i la tercera temporada, a partir del 14 de juliol de 2008, la web oficial de la sèrie va llançar un conjunt d'episodis. Concretament van ser cinc sèries amb un total de 22 episodis. Cada sèrie estava dedicada a un heroi concret: Echo DeMille, Santiago, Rachel Mills, Hard Knox i Eric Doyle.